# Nanism insular

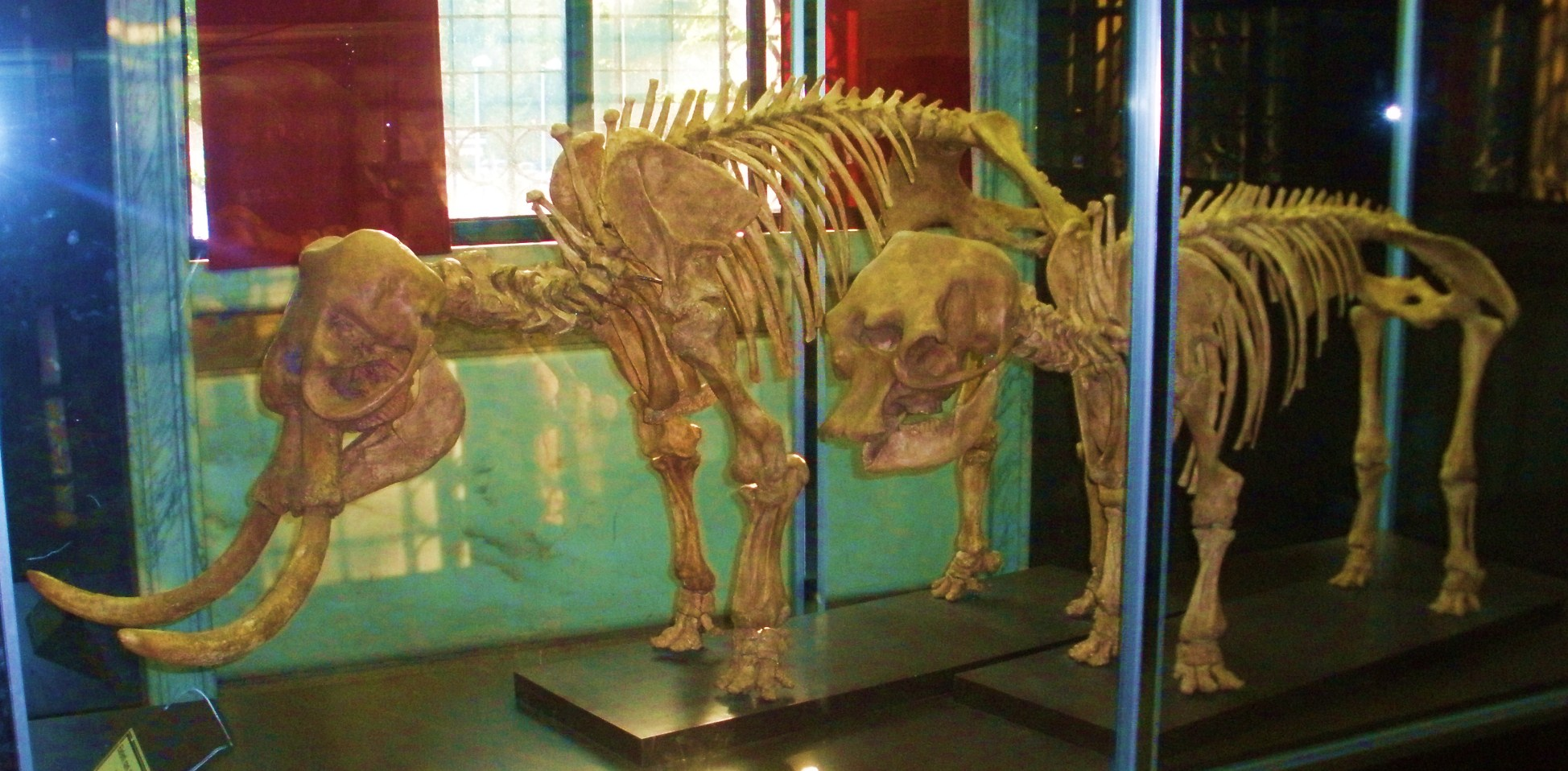
Schelete ale speciei dispărute Palaeoloxodon falconeri, originar din Sicilia și Malta, care este una dintre cele mai mici specii cunoscute de elefant pitic. Masculii adulți măsurau aproximativ un metru la înălțimea umărului și cântăreau aproximativ 250 kg. Femelele erau mai mici.

Nanismul insular este procesul și condiția animalelor mari de a evolua sau de a avea o mărime redusă când populația este restrânsă unui mediu mic, de obicei insule. Acest proces a avut loc de multe ori de-a lungul istoriei evoluției, cu exemple care includ diverse specii de elefanți pitici care au evoluat în timpul Pleistocenului, precum și cu exemple mai vechi, cum ar fi dinozaurii Europasaurus și Magyarosaurus. Acest proces poate apărea nu numai pe insule, ci și în alte situații în care un ecosistem este izolat de resursele externe și de reproducere. Aceste situații pot include peșteri, oaze de deșert, văi izolate și munți izolați (insule ale cerului).  Nanismul insular este un aspect al mai cunoscutei „reguli a lui Foster” (efectul de insulă), care presupune că atunci când animalele continentale colonizează insulele, speciile mici tind să evolueze corpuri mai mari (gigantism de insulă), iar speciile mari tind să evolueze corpuri mai mici. Acesta este în sine doar un aspect al sindromului insular, sindrom care descrie diferențele de morfologie, ecologie, fiziologie și comportament ale speciilor insulare în comparație cu omologii lor continentali.